# Popis vrsta roda Hoya
Popis vrsta roda Hoya
Na popisu je 551 vrsta. Mnoge nedavno opisane mikrovrste (posebno Kloppenburg) vjerojatno će se pokazati kao sinonimi. 

### A
1. Hoya acanthominima Kloppenb., G. Mend. & Ferreras
2. Hoya acicularis T. Green & Kloppenb.
3. Hoya acuminata (Wight) Benth. ex Hook. fil.
4. Hoya aeschynanthoides Schltr.
5. Hoya agusanensis Kloppenb.
6. Hoya alagensis Kloppenb.
7. Hoya albida Kloppenb., Cajano & Carandang
8. Hoya albiflora (Blume) Zipp. ex K. Schum.
9. Hoya aldrichii Hemsl.
10. Hoya alexicaca (Jacq.) Moon
11. Hoya alwitriana Kloppenb., Siar, Guevarra & Carandang
12. Hoya amboinensis Warb.
13. Hoya ambrosiae Kloppenb.
14. Hoya amicabilis S. Rahayu & Rodda
15. Hoya amorosoae T. Green & Kloppenb.
16. Hoya amrita Kloppenb., Siar & Ferreras
17. Hoya andalensis Kloppenb.
18. Hoya annaleesoligamiae Kloppenb.
19. Hoya anncajanoae Kloppenb. & Siar
20. Hoya antilaoensis Kloppenb.
21. Hoya anulata Schltr.
22. Hoya aphylla Aver., K. S. Nguyen & Averyanova
23. Hoya apoda S. Moore
24. Hoya apoensis Kloppenb. & Siar
25. Hoya archboldiana C. Norman
26. Hoya ariffinii Rodda & S. Rahayu
27. Hoya arnottiana Wight
28. Hoya artwhistleri Kloppenb.
29. Hoya aurantiaca Kloppenb., Siar & Cajano
30. Hoya aurigueana Kloppenb., Siar & Cajano
31. Hoya australis R. Br. ex J. Traill

### B
1. Hoya bacunganensis Kloppenb.
2. Hoya baguioensis Kloppenb.
3. Hoya baishaensis Shao Y. He & P. T. Li
4. Hoya bakoensis Rodda
5. Hoya balaensis Kidyoo & Thaithong
6. Hoya bandaensis Schltr.
7. Hoya bandongii Kloppenb. & Ferreras
8. Hoya barbonii Kloppenb.
9. Hoya batutikarensis R. P. P. Ahmad, S. Rahayu & Rodda
10. Hoya bauensis T. Green
11. Hoya bebsguevarrae Kloppenb. & Carandang
12. Hoya beccarii Rodda & Simonsson
13. Hoya bella Hook.
14. Hoya benchaii Gavrus, A. L. Lamb, Emoi & Gokusing
15. Hoya benguetensis Schltr.
16. Hoya benitotanii Kloppenb.
17. Hoya benstoneana Kloppenb., Siar, Guevarra & Carandang
18. Hoya benvergarae Kloppenb. & Siar
19. Hoya betchei (Schltr.) Whistler
20. Hoya bhutanica Grierson & D. G. Long
21. Hoya bicknellii Kloppenb.
22. Hoya bicolensis Kloppenb., Siar & Cajano
23. Hoya bicolor Kloppenb.
24. Hoya bifunda Kloppenb., Siar, Cajano, G. Mend., Guevarra & Carandang
25. Hoya bilobata Schltr.
26. Hoya blashernaezii Kloppenb.
27. Hoya bonii Costantin
28. Hoya bordenii Schltr.
29. Hoya borneoensis Kloppenb.
30. Hoya boycei Rodda & S. Rahayu
31. Hoya brassii P. I. Forst. & Liddle ex Simonsson & Rodda
32. Hoya brevialata Kleijn & Donkelaar
33. Hoya brittonii Kloppenb.
34. Hoya brooksii Ridl.
35. Hoya buntokensis S. Rahayu & Rodda
36. Hoya bunuabgensis Kloppenb.
37. Hoya buotii Kloppenb.
38. Hoya burmanica Rolfe
39. Hoya burtoniae Kloppenb.
40. Hoya buruensis Miq.
41. Hoya butleriana Kloppenb., Siar, Guevara & Carandang

### C
1. Hoya cagayanensis Schltr. ex C. M. Burton
2. Hoya callistophylla T. Green
3. Hoya calycina Schltr.
4. Hoya calyxminuta Kloppenb.
5. Hoya campanulata Blume
6. Hoya camphorifolia Warb.
7. Hoya capotoanensis Kloppenb.
8. Hoya carandangiana Kloppenb. & Siar
9. Hoya cardiophylla Merr.
10. Hoya carmelae Kloppenb., Siar & Ferreras
11. Hoya carnosa (L. fil.) R. Br.
12. Hoya carrii P. I. Forst. & Liddle ex Simonsson & Rodda
13. Hoya caudata Hook. fil.
14. Hoya celata Kloppenb., Siar, G. Mend., Cajano, Guevarra & Carandang
15. Hoya celsa Kloppenb., Siar, Guevarra, Cajano & Carandang
16. Hoya cembra Kloppenb.
17. Hoya chewiorum A. L. Lamb, Gavrus, Emoi & Gokusing
18. Hoya chiekoae Kloppenb., Ferreras & G. Mend.
19. Hoya chinghungensis (Tsiang & P. T. Li) M. G. Gilbert
20. Hoya chloroleuca Schltr.
21. Hoya chunii P. T. Li
22. Hoya cinnamomifolia Hook.
23. Hoya clemensiorum T. Green
24. Hoya collettii Schltr.
25. Hoya collina Schltr.
26. Hoya columna Kloppenb.
27. Hoya commutata M. G. Gilbert & P. T. Li
28. Hoya concava Kloppenb., Siar, Guevarra & Carandang
29. Hoya corazoniae Kloppenb., Siar & Ferreras
30. Hoya cordata P. T. Li & S. Z. Huang
31. Hoya coriacea Blume
32. Hoya corneri Rodda & S. Rahayu
33. Hoya corollimarginata Kloppenb.
34. Hoya corollivillosa Kloppenb.
35. Hoya corymbosa Rodda & Simonsson
36. Hoya crassicaulis Elmer ex Kloppenb.
37. Hoya crassipetiolata Aver., V. T. Pham & T. A. Le
38. Hoya cumingiana Decne.
39. Hoya cupula Kloppenb., G. Mend. & Ferreras
40. Hoya curtisii King & Gamble
41. Hoya cutis-porcelana W. Suarez, J. R. Sahagun & Aurigue

### D
1. Hoya daimenglongensis Shao Y. He & P. T. Li
2. Hoya danumensis Rodda & Nyhuus
3. Hoya dasyantha Tsiang
4. Hoya davidcummingii Kloppenb.
5. Hoya decipulae S. Rahayu & Astuti
6. Hoya deleoniorum Cabactulan, Pimentel, J. R. Sahagun & Aurigue
7. Hoya dennisii P. I. Forst. & Liddle
8. Hoya densifolia Turcz.
9. Hoya desvoeuxensis T. Green & Kloppenb.
10. Hoya devogelii Rodda & Simonsson
11. Hoya deykei T. Green
12. Hoya dickasoniana P. T. Li
13. Hoya dictyoneura K. Schum.
14. Hoya diptera Seem.
15. Hoya diversifolia Blume
16. Hoya dolichosparte Schltr.
17. Hoya domaensis Rodda & Simonsson
18. Hoya dulitensis Rodda & S. Rahayu

### E
1. Hoya eburnea Kloppenb., Guevarra & Carandang
2. Hoya edanoi C. M. Burton
3. Hoya edeni King ex Hook. fil.
4. Hoya edholmiana Simonsson & Rodda
5. Hoya edwinofernandoi Kloppenb., Cajano & Hadsall
6. Hoya eitapensis Schltr.
7. Hoya elegans Kostel.
8. Hoya elliptica Hook. fil.
9. Hoya elmeri Merr.
10. Hoya endauensis Kiew
11. Hoya engleriana Hosseus
12. Hoya epedunculata Schltr.
13. Hoya erythrina Rintz
14. Hoya erythrostemma Kerr
15. Hoya espaldoniana Kloppenb., Siar & Cajano
16. Hoya estrellaensis T. Green & Kloppenb.
17. Hoya eumbeitii Kloppenb.
18. Hoya evelinae Simonsson & Rodda
19. Hoya excavata Teijsm. & Binn.
20. Hoya exilis Schltr.

### F
1. Hoya faoensis Kloppenb. & Siar
2. Hoya fauziana Rodda, Simonsson & A. L. Lamb
3. Hoya ferrerasii Kloppenb. & Siar
4. Hoya fetuana Kloppenb.
5. Hoya filiformis Rech.
6. Hoya finlaysonii Wight
7. Hoya fischeriana Warb.
8. Hoya fitchii Kloppenb.
9. Hoya fitoensis Kloppenb.
10. Hoya flavida P. I. Forst. & Liddle
11. Hoya forbesii King & Gamble
12. Hoya foxii Kloppenb.
13. Hoya frakeii Kloppenb.
14. Hoya fraterna Blume
15. Hoya fungii Merr.
16. Hoya fusca Wall.

### G
1. Hoya galenii Kloppenb.
2. Hoya galeraensis Kloppenb.
3. Hoya gaoligongensis M. X. Zhao & Y. H. Tan
4. Hoya garciae Kloppenb.
5. Hoya gauttierensis Rodda & Simonsson
6. Hoya gelba Kloppenb., Siar, Guevarra & Carandang
7. Hoya gigantanganensis Kloppenb.
8. Hoya gildingii Kloppenb.
9. Hoya glabra Schltr.
10. Hoya globulifera Blume
11. Hoya globulosa Hook. fil.
12. Hoya golamcoana Kloppenb.
13. Hoya gracilipes Schltr.
14. Hoya gracilis Schltr.
15. Hoya greenii Kloppenb.
16. Hoya gretheri Kloppenb.
17. Hoya griffithii Hook. fil.
18. Hoya gutierrezii Kloppenb.

### H
1. Hoya halconensis Kloppenb.
2. Hoya hamiltoniorum A. L. Lamb, Gavrus, Emoi & Gokusing
3. Hoya hanhiae V. T. Pham & Aver.
4. Hoya hernaezii (Kloppenb.) comb. ined.
5. Hoya hernaezii Kloppenb.
6. Hoya heuschkeliana Kloppenb.
7. Hoya histora Kloppenb.
8. Hoya hongleniae Aver., Vuong, Bao & V. C. Nguyen
9. Hoya hypolasia Schltr.

### I
1. Hoya ignorata T. B. Tran, Rodda, Simonsson & Joongku Lee
2. Hoya ilagiorum Kloppenb., Siar & Cajano
3. Hoya imbricata Decne.
4. Hoya imperialis Lindl.
5. Hoya inconspicua Hemsl.
6. Hoya incrassata Warb.
7. Hoya incurvula Schltr.
8. Hoya indaysarae M.N.Medina, R.J.T.Villanueva, Kloppenb. & Cabras
9. Hoya infantalensis Kloppenb.
10. Hoya inflata (P.I.Forst., Liddle & I.M.Liddle) L.Wanntorp & P.I.Forst.
11. Hoya insularis Rodda & S. Rahayu
12. Hoya irisiae Ferreras, Kloppenb. & Tandang
13. Hoya isabelaensis Kloppenb., Siar & Ferreras
14. Hoya isabelchanae Rodda & Simonsson
15. Hoya ischnopus Schltr.

### J
1. Hoya jianfenglingensis Shao Y.He & P.T.Li
2. Hoya jiewhoeana Rodda, A.L.Lamb & Gokusing
3. Hoya josephinae J.Cabrera & H.Mohr
4. Hoya josetteae M.N.Medina & Kloppenb.
5. Hoya juannguoiana Kloppenb.
6. Hoya juhoneweana Simonsson & Rodda

### K
1. Hoya kachinensis Rodda & K. Armstr.
2. Hoya kaikoana S. Rahayu & Rodda
3. Hoya kanlaonensis Kloppenb., Siar & Ferreras
4. Hoya kanyakumariana A. N. Henry & Swamin.
5. Hoya kapuasensis S. Rahayu & Rodda
6. Hoya kastbergii Kloppenb.
7. Hoya kentiana C. M. Burton
8. Hoya kerangasensis Rodda & S. Rahayu
9. Hoya kerrii Craib
10. Hoya kingdonwardii P. T. Li
11. Hoya kipandiensis Gavrus, A. L. Lamb, Emoi & Gokusing
12. Hoya kloppenburgii T. Green
13. Hoya klossii S. Moore
14. Hoya koteka Simonsson & Rodda
15. Hoya krohniana Kloppenb. & Siar
16. Hoya krusenstierniana Simonsson & Rodda
17. Hoya kuhlii Koord.

### L
1. Hoya lacunosa Blume
2. Hoya lagunaensis Kloppenb.
3. Hoya lambii T. Green
4. Hoya lambioae Kloppenb., Guevarra, Cajano & Carandang
5. Hoya lamthanhiae V. T. Pham & Kloppenb.
6. Hoya lanataiensis Kloppenb.
7. Hoya lanceolaria S. Moore
8. Hoya lanceolata Wall. ex D. Don
9. Hoya landgrantensis Kloppenb., Siar & Cajano
10. Hoya lanotooensis Kloppenb.
11. Hoya larrycahilogii Medina & Kloppenb.
12. Hoya lasiantha Korth. ex Blume
13. Hoya lasiogynostegia P. T. Li
14. Hoya latifolia G. Don
15. Hoya laurifoliopsis Hochr.
16. Hoya lazaroi Kloppenb. & Siar
17. Hoya leembruggeniana Koord.
18. Hoya leticiae Kloppenb., Cajano & Hadsall
19. Hoya leucantha S. Moore
20. Hoya leytensis Elmer ex C. M. Burton
21. Hoya liddleana Simonsson & Rodda
22. Hoya linapauliana Kloppenb.
23. Hoya linavergarae Kloppenb. & Siar
24. Hoya lindaueana Koord.
25. Hoya linearis Wall. ex D. Don
26. Hoya lipoensis P. T. Li & Z. R. Xu
27. Hoya lithophytica Kidyoo
28. Hoya litii Kloppenb., Siar & Cajano
29. Hoya lobbii Hook. fil.
30. Hoya lockii V. T. Pham & Aver.
31. Hoya loheri Kloppenb.
32. Hoya longicalyx Wang Hui & E. F. Huang
33. Hoya longifolia Wall. ex Wight
34. Hoya longipedunculata V. T. Pham & Aver.
35. Hoya longlingensis E. F. Huang
36. Hoya luatekensis Kloppenb.
37. Hoya lucardenasiana Kloppenb., Siar & Cajano
38. Hoya lucida Simonsson & Rodda
39. Hoya lucyae Kloppenb. & Siar
40. Hoya lyi H. Lév.

### M
1. Hoya macgillivrayi F. M. Bailey
2. Hoya macrophylla Blume
3. Hoya magnifica P. I. Forst. & Liddle
4. Hoya magniflora P. T. Li
5. Hoya mahaweeensis Kloppenb.
6. Hoya maingayi Hook. fil.
7. Hoya malata Kloppenb.
8. Hoya mamasa S. Rahayu, R. P. P. Ahmad & Rodda
9. Hoya manipurensis Deb
10. Hoya mappigera Rodda & Simonsson
11. Hoya maquilingensis Kloppenb.
12. Hoya marananiae Kloppenb., Siar, Cajano & Carandang
13. Hoya marginata Schltr.
14. Hoya mariae (Schltr.) L. Wanntorp & Meve
15. Hoya martinii Kloppenb. & G. Mend.
16. Hoya marvinii Kloppenb., G. Mend. & Ferreras
17. Hoya mata-ole-afiensis Kloppenb.
18. Hoya matavanuensis Kloppenb.
19. Hoya matiensis Kloppenb.
20. Hoya maximowayetii Kloppenb.
21. Hoya mcclurei Kloppenb.
22. Hoya mcgregorii Schltr.
23. Hoya medinae Kloppenb.
24. Hoya medinillifolia Rodda & Simonsson
25. Hoya medusa M. Leon, Cabactulan, Cuerdo & Rodda
26. Hoya megalantha Turrill
27. Hoya megalaster Warb. ex K. Schum. & Lauterb.
28. Hoya meliflua (Blanco) Merr.
29. Hoya memoria Kloppenb.
30. Hoya mengtzeensis Tsiang & P. T. Li
31. Hoya meredithii T. Green
32. Hoya merrillii Schltr.
33. Hoya micrantha Hook. fil.
34. Hoya microphylla Schltr.
35. Hoya microstemma Schltr.
36. Hoya migueldavidii Cabactulan, Rodda & Pimentel
37. Hoya minahassae Schltr.
38. Hoya mindanaoensis Kloppenb.
39. Hoya mindorensis Schltr.
40. Hoya minima Costantin
41. Hoya minutiflora Rodda & Simonsson
42. Hoya miquilingensis Kloppenb.
43. Hoya mirabilis Kidyoo
44. Hoya mitrata Kerr
45. Hoya monetteae T. Green
46. Hoya moninae Kloppenb. & Cajano
47. Hoya montelbanensis Kloppenb.
48. Hoya mucronulata Warb.
49. Hoya multiflora Blume
50. Hoya myanmarica P. T. Li
51. Hoya myrmecopa Kleijn & Donkelaar

### N
1. Hoya nabawanensis Kloppenb. & Wiberg
2. Hoya nakarensis Kloppenb., G. Mend. & Ferreras
3. Hoya narcissiflora S. Rahayu & Rodda
4. Hoya naumannii Schltr.
5. Hoya navicula Kloppenb. & G. Mend.
6. Hoya negrosensis Kloppenb.
7. Hoya neoebudica Guillaumin
8. Hoya nervosa Tsiang & P. T. Li
9. Hoya nicholsoniae F. Muell.
10. Hoya nova Kloppenb.
11. Hoya nummularia Decne. ex Hook. fil.
12. Hoya nummularioides Costantin
13. Hoya nutans Aver. & V. T. Pham
14. Hoya nuttiana Rodda & Simonsson
15. Hoya nuuuliensis Kloppenb. & Siar
16. Hoya nyhuusiae Kloppenb.
17. Hoya nyingchiensis Y. W. Zuo & H. P. Deng

### O
1. Hoya obcordata Hook. fil.
2. Hoya oblanceolata Hook. fil.
3. Hoya oblongacutifolia Costantin
4. Hoya obovata Decne.
5. Hoya obscura Elmer ex Merr.
6. Hoya obtusifolia Wight
7. Hoya occultata S. Rahayu & Rodda
8. Hoya odetteae Kloppenb.
9. Hoya odorata Schltr.
10. Hoya ofuensis Kloppenb.
11. Hoya oleoides Schltr.
12. Hoya oligantha Schltr.
13. Hoya olosegaensis Kloppenb.
14. Hoya omlorii (Livsh. & Meve) L. Wanntorp & Meve
15. Hoya onychoides P. I. Forst., Liddle & I. M. Liddle
16. Hoya oreogena Kerr
17. Hoya oreostemma Schltr.
18. Hoya orientalis P. T. Li
19. Hoya ormocensis Kloppenb.
20. Hoya ottolanderi Koord.
21. Hoya ovalifolia Wight & Arn.
22. Hoya oxycoccoides S. Moore

### P
1. Hoya pachyclada Kerr
2. Hoya pachyphylla K. Schum. & Lauterb.
3. Hoya palawanensis Kloppenb.
4. Hoya palawanica Kloppenb.
5. Hoya pallilimba Kleijn & Donkelaar
6. Hoya panayensis Kloppenb. & Siar
7. Hoya pandurata Tsiang
8. Hoya papaschonii Rodda
9. Hoya papuana (Schltr.) Schltr.
10. Hoya paradisea Simonsson & Rodda
11. Hoya parvapollinia Kloppenb. & G. Mend.
12. Hoya parviflora Wight
13. Hoya parvifolia Schltr.
14. Hoya patameaensis Kloppenb.
15. Hoya patella Schltr.
16. Hoya pauciflora Wight
17. Hoya paulshirleyi T. Green & Kloppenb.
18. Hoya paziae Kloppenb.
19. Hoya pedunculata (Warb.) Schltr.
20. Hoya peltata Rodda & S. Rahayu
21. Hoya peninsularis Rodda & Zakaria
22. Hoya pentaphlebia Merr.
23. Hoya perakensis Ridl.
24. Hoya persicina Kloppenb., Siar, Guevarra, Carandang & G. Mend.
25. Hoya phuluangensis Kidyoo
26. Hoya phuwuaensis Kidyoo
27. Hoya phyllura O. Schwartz
28. Hoya piestolepis Schltr.
29. Hoya pimentehana Kloppenb.
30. Hoya placerensis Kloppenb.
31. Hoya platycaulis Simonsson & Rodda
32. Hoya plicata King & Gamble
33. Hoya polilloensis Kloppenb., Guevarra, G. Mend. & Ferreras
34. Hoya polyneura Hook. fil.
35. Hoya polypus S. Rahayu & Rodda
36. Hoya pruinosa (Blume) Miq.
37. Hoya pseudobicolensis Kloppenb.
38. Hoya pseudoleytensis Kloppenb., G. Mend., Guevarra & Carandang
39. Hoya pubens Costantin
40. Hoya pubera Blume
41. Hoya pubicalyx Merr.
42. Hoya pubicenta Kloppenb., G. Mend. & Ferreras
43. Hoya pubicorolla Kloppenb., G. Mend. & Ferreras
44. Hoya pubifera Elmer
45. Hoya pulchella Schltr.
46. Hoya pulchra Aurigue & Cabactulan
47. Hoya pulleana Rodda & Simonsson
48. Hoya purpureofusca Hook.
49. Hoya pusilla Rintz
50. Hoya pusilliflora S. Moore
51. Hoya pyrifolia E. F. Huang

### Q
1. Hoya querinoensis Kloppenb. & Siar
2. Hoya quinquenervia Warb.
3. Hoya quisumbingii Kloppenb.

### R
1. Hoya radicalis Tsiang & P. T. Li
2. Hoya ralphdavisiana Kloppenb., G. Mend. & Ferreras
3. Hoya ramosii Kloppenb. & Siar
4. Hoya ranauensis T. Green & Kloppenb.
5. Hoya reticulata Moon
6. Hoya retrorsa Gavrus, A. L. Lamb, Emoi & Gokusing
7. Hoya retusa Dalzell
8. Hoya revoluta Wight ex Decne.
9. Hoya reyesii M. N. Medina & Kloppenb.
10. Hoya reynosae Kloppenb.
11. Hoya rhodostele Ridl.
12. Hoya rhodostemma Schltr.
13. Hoya rigida Kerr
14. Hoya rigidifolia S. Rahayu & Rodda
15. Hoya rima Kloppenb., G. Mend. & Ferreras
16. Hoya rintzii Rodda, Simonsson & S. Rahayu
17. Hoya rizaliana Kloppenb.
18. Hoya rosarioae Kloppenb. & Siar
19. Hoya rosea K. Schum.
20. Hoya rostellata Kidyoo
21. Hoya rotundiflora Rodda & Simonsson
22. Hoya rumphii Blume
23. Hoya rundumensis (T. Green) Rodda & Simonsson
24. Hoya ruthiae Rodda

### S
1. Hoya sabaensis Kloppenb.
2. Hoya sagcalii Kloppenb.
3. Hoya salmonea Kloppenb., Guevarra, G. Mend. & Ferreras
4. Hoya samarensis Kloppenb. & Siar
5. Hoya sammannaniana A. L. Lamb, Gavrus, Emoi & Gokusing
6. Hoya samoa-albiflora Kloppenb.
7. Hoya samoensis Seem.
8. Hoya sangguensis S. Rahayu & Rodda
9. Hoya santafeensis Kloppenb. & G. Mend.
10. Hoya santiagoi Kloppenb. & Siar
11. Hoya sapaensis T. B. Tran & Rodda
12. Hoya sarawakensis Kloppenb.
13. Hoya sarcophylla Ridl.
14. Hoya savaiiensis Kloppenb.
15. Hoya schallertiae C. M. Burton
16. Hoya schneei Schltr.
17. Hoya scortechinii King & Gamble
18. Hoya seanwhistleriana Kloppenb.
19. Hoya serpens Hook. fil.
20. Hoya shepherdii Short ex Hook.
21. Hoya siamica Craib
22. Hoya sichuanensis E. F. Huang
23. Hoya sigillatis T. Green
24. Hoya silvatica Tsiang & P. T. Li
25. Hoya sipitangensis Kloppenb. & Wiberg
26. Hoya smithii Kloppenb.
27. Hoya soidaoensis Kidyoo
28. Hoya solaniflora Schltr.
29. Hoya soligamiana Kloppenb., Siar & Cajano
30. Hoya solokensis S. Rahayu & Rodda
31. Hoya somadeeae Rodda & Simonsson
32. Hoya sororia K. Schum.
33. Hoya spartioides (Benth.) Kloppenb.
34. Hoya spectatissima B. Xue, E. F. Huang, Gang Yao & Jiu X. Huang
35. Hoya spencii Kloppenb.
36. Hoya stafeensis Kloppenb. & G. Mend.
37. Hoya stenakei Simonsson & Rodda
38. Hoya stenophylla Schltr.
39. Hoya stoneana Kloppenb. & Siar
40. Hoya subcalva Burkill
41. Hoya subglabra Schltr.
42. Hoya subquaterna Miq.
43. Hoya subquintuplinervis Miq.
44. Hoya sulawesiana S. Rahayu & Rodda
45. Hoya sulitii Kloppenb.
46. Hoya sumatrana S. Rahayu & Rodda
47. Hoya surigaoensis Kloppenb., Siar & Nyhuus
48. Hoya surisana Rodda & S. Rahayu
49. Hoya sussuela (Roxb.) Merr.

### T
1. Hoya tamaleaaea Kloppenb.
2. Hoya tamdaoensis Rodda & T. B. Tran
3. Hoya tangerina Kloppenb., G. Mend. & Ferreras
4. Hoya tannaensis T. Green & Kloppenb.
5. Hoya tarikuensis Rodda & Simonsson
6. Hoya tauensis Kloppenb.
7. Hoya taylorii Kloppenb.
8. Hoya taytayensis Kloppenb. & Siar
9. Hoya taywanisensis Kloppenb., Mendoza & Ferreras
10. Hoya telosmoides Omlor
11. Hoya tengchongensis J. F. Zhang, N. H. Xia & Y. F. Kuang
12. Hoya tenggerensis Bakh. fil.
13. Hoya teretifolia Griff. ex Hook. fil.
14. Hoya tetrantha J. Feng Zhang, Y. H. Tong & N. H. Xia
15. Hoya thailandica Thaithong
16. Hoya thomsonii Hook. fil.
17. Hoya thuathienhuensis T. B. Tran, Rodda & Simonsson
18. Hoya tiatuilaensis Kloppenb.
19. Hoya tjadasmalangensis Bakh. fil.
20. Hoya tjampeaensis Hochr.
21. Hoya tomataensis T. Green & Kloppenb.
22. Hoya torricellensis Schltr.
23. Hoya towutiensis S. Rahayu, R. P. P. Ahmad & Rodda
24. Hoya trigonolobos Schltr.
25. Hoya trukensis Hosok.
26. Hoya tsangii C. M. Burton
27. Hoya tsiangiana P. T. Li

### U
1. Hoya uafatoensis Kloppenb.
2. Hoya uncinata Teijsm. & Binn.
3. Hoya undulata S. Rahayu & Rodda
4. Hoya unica Kloppenb., G. Mend. & Ferreras
5. Hoya uniflora Aver. & V. T. Pham
6. Hoya unirana Rodda & Simonsson
7. Hoya unruhiana Kloppenb., Siar, G. Mend., Cajano & Carandang
8. Hoya uplandgrantensis Kloppenb.

### V
1. Hoya vacciniiflora O. Schwartz
2. Hoya vaccinioides Hook. fil.
3. Hoya vangviengiensis Rodda & Simonsson
4. Hoya vanuatensis T. Green
5. Hoya velasioi Kloppenb.
6. Hoya venusta Schltr.
7. Hoya versteegii Simonsson & Rodda
8. Hoya verticillata (Vahl) G. Don
9. Hoya vicencioana Kloppenb., Siar, Cajano, Guevarra & Carandang
10. Hoya vitellina Blume
11. Hoya vitellinoides Bakh. fil.
12. Hoya vitiensis Turrill

### W
1. Hoya wallichii (Wight) C. M. Burton
2. Hoya walliniana Kloppenb. & Nyhuus
3. Hoya wariana Schltr.
4. Hoya wayetii Kloppenb.
5. Hoya waymaniae Kloppenb.
6. Hoya weebella Kloppenb.
7. Hoya whistleri Kloppenb.
8. Hoya wightii Hook. fil.
9. Hoya williamoliveriana Kloppenb., Cajano & Hadsall
10. Hoya williamsiana Kloppenb., Siar, G. Mend., Cajano, Guevarra & Carandang
11. Hoya wongii Rodda, Simonsson & L. Wanntorp
12. Hoya wrayi King & Gamble

### Y
1. Hoya yingjiangensis J. Feng Zhang, L. Bai, N. H. Xia & Z. Q. Peng
2. Hoya yuennanensis Hand.-Mazz.
3. Hoya yvesrocheri Simonsson & Rodda